# Carcavilla
Carcavilla es una localidad despoblada española que pertenece al municipio de Las Peñas de Riglos, en la comarca de la Hoya de Huesca, provincia de Huesca, Aragón.

## Historia
El núcleo de Carcavilla estuvo poblado a mediados del siglo XX por los trabajadores de la central hidroeléctrica de Carcavilla, en las inmediaciones del embalse de La Peña. Perteneció al municipio histórico de Ena.

## Demografía
Datos demográficos de la localidad de Carcavilla desde 1900:
| --                    | -- | -- | 61 | -- | -- | -- | -- |
| (Fuente: IAEST e INE) |    |    |    |    |    |    |    |

- Únicamente figura en el Nomenclátor de 1930.
- Datos referidos a la población de derecho.